# Magnolia cavaleriei
Magnolia cavaleriei är en magnoliaväxtart som först beskrevs av Achille Eugène Finet och François Gagnepain, och fick sitt nu gällande namn av Richard B. Figlar. Magnolia cavaleriei ingår i släktet Magnolia och familjen magnoliaväxter.

## Underarter
Arten delas in i följande underarter:
- M. c. cavaleriei
- M. c. platypetala